# زرین‌دست
ابو روح محمد بن منصور بن ابی عبداللّه بن منصور جَمانی (جرجانی) چشم‌پزشکی ایرانی بود که در زمان ابوالفتح ملکشاه بن محمد سلجوقی (پادشاهی‌اش از ۱۰۷۲–۱۰۷۳ میلادی تا ۱۰۹۲–۱۰۹۳) برآمد.
وی در سال ۱۰۸۷–۱۰۸۸ میلادی رساله‌ای بسیار جامع و مهم راجع به چشم‌پزشکی به نام نورالعیون به فارسی نوشته است.